# Euphorbia darbandensis
Euphorbia darbandensis är en törelväxtart som beskrevs av Nicholas Edward Brown. Euphorbia darbandensis ingår i släktet törlar, och familjen törelväxter. Inga underarter finns listade i Catalogue of Life.